# Missaglia

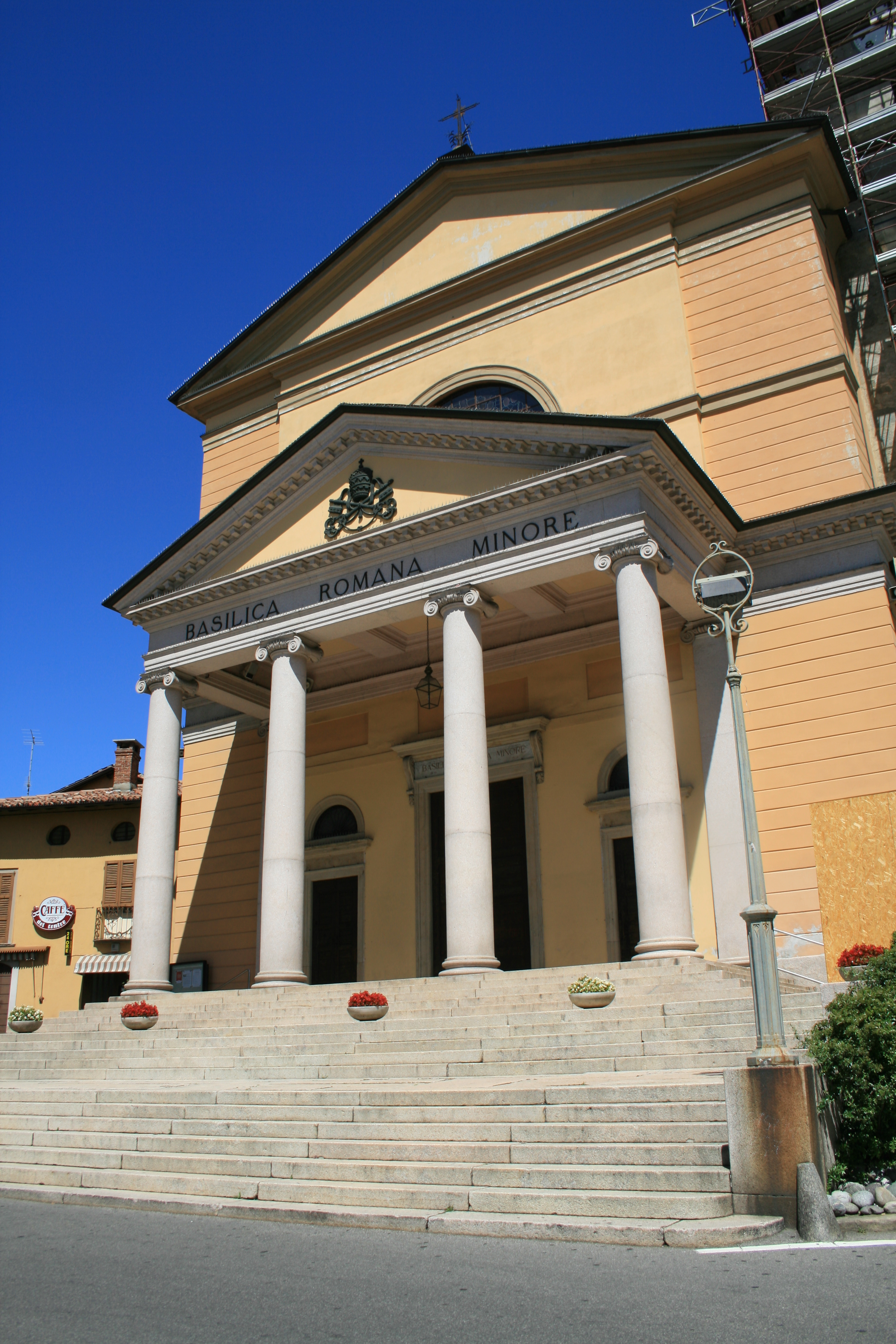
Pfarrkirche San Vittore

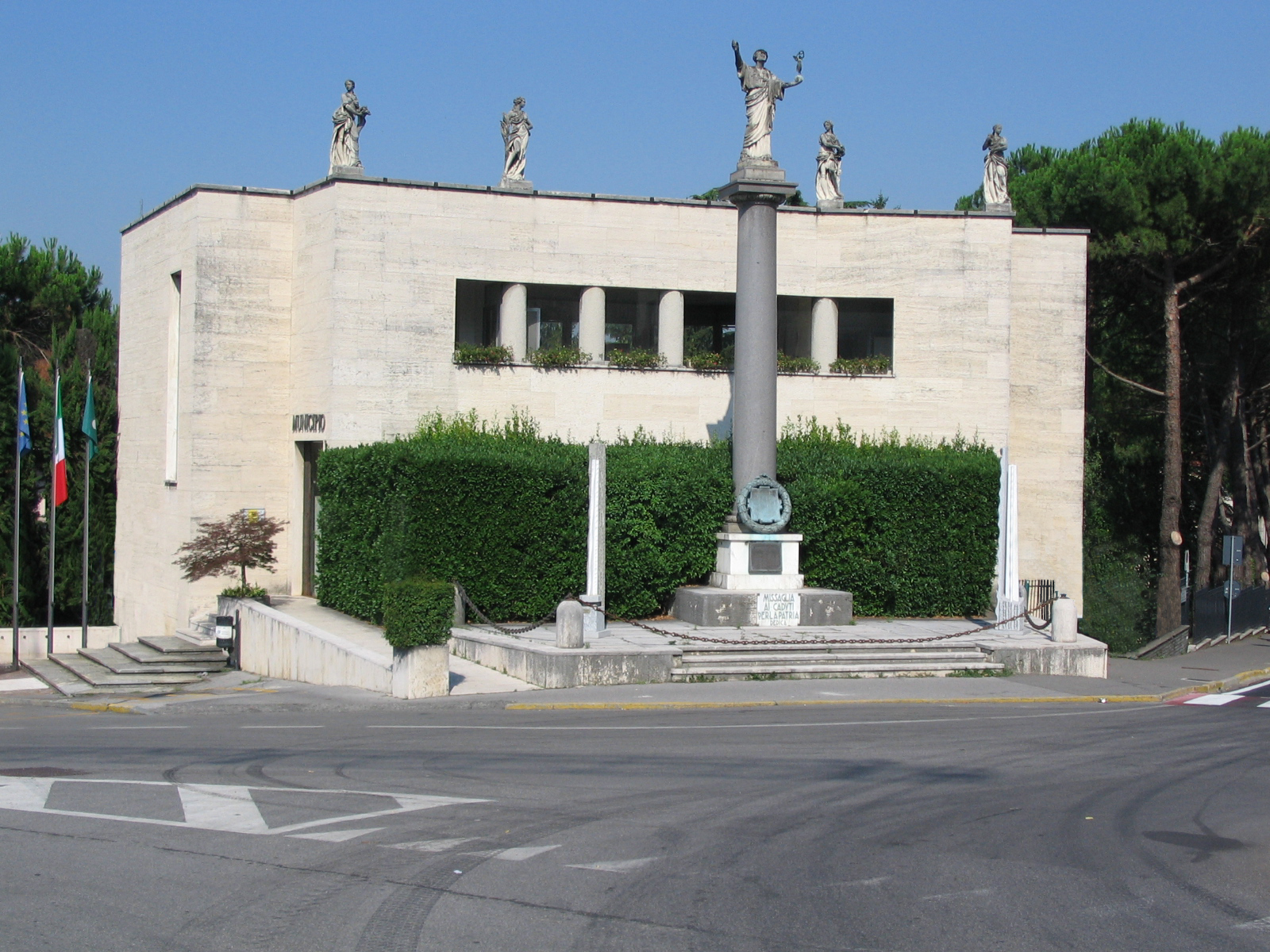
Gemeindehaus

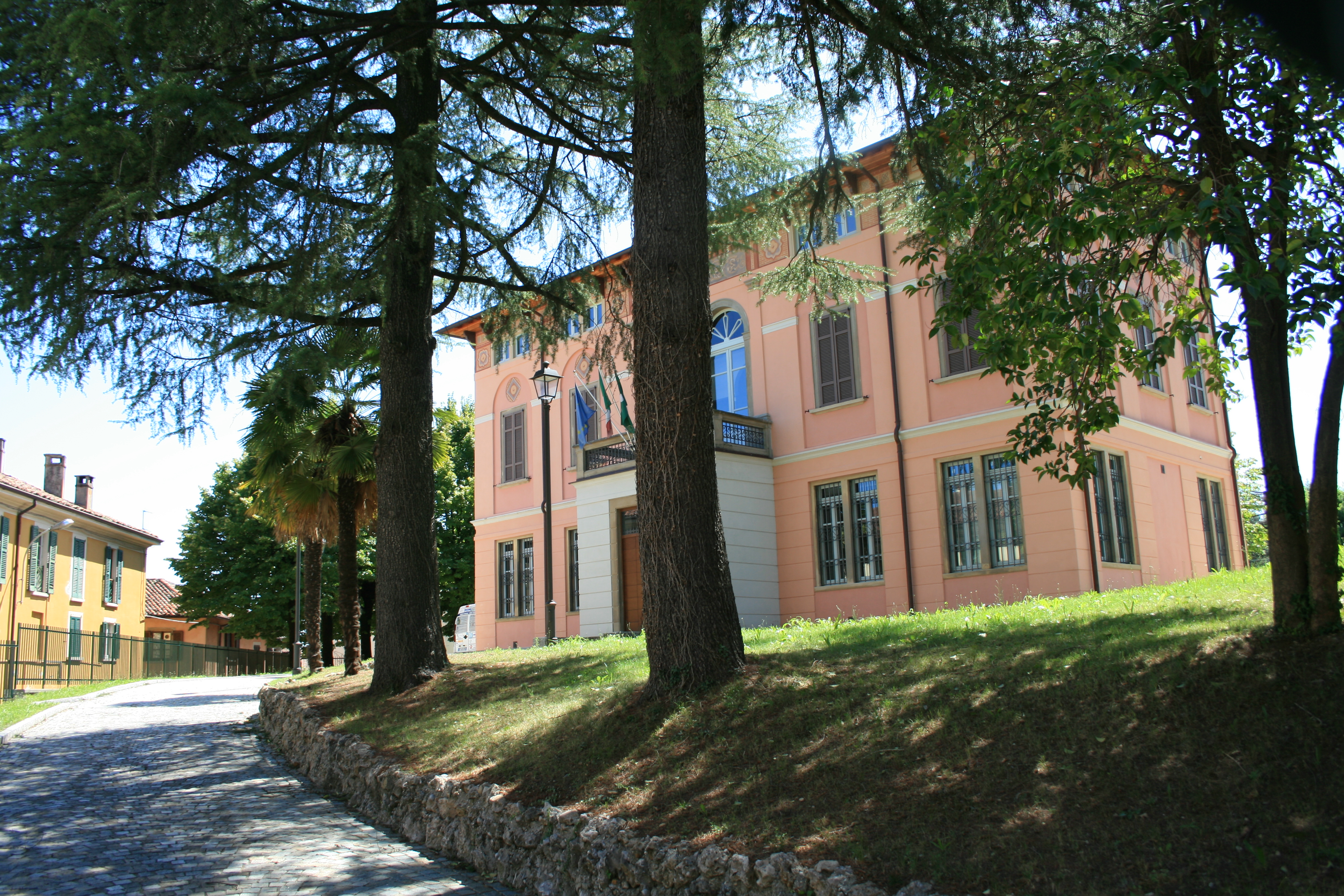
Palazzo Belgiglio

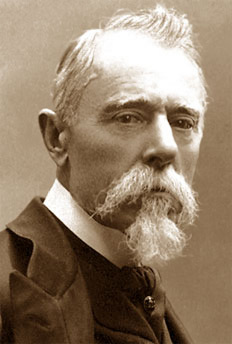
Ernesto Teodoro Moneta, Friedensnobelpreis (1907)

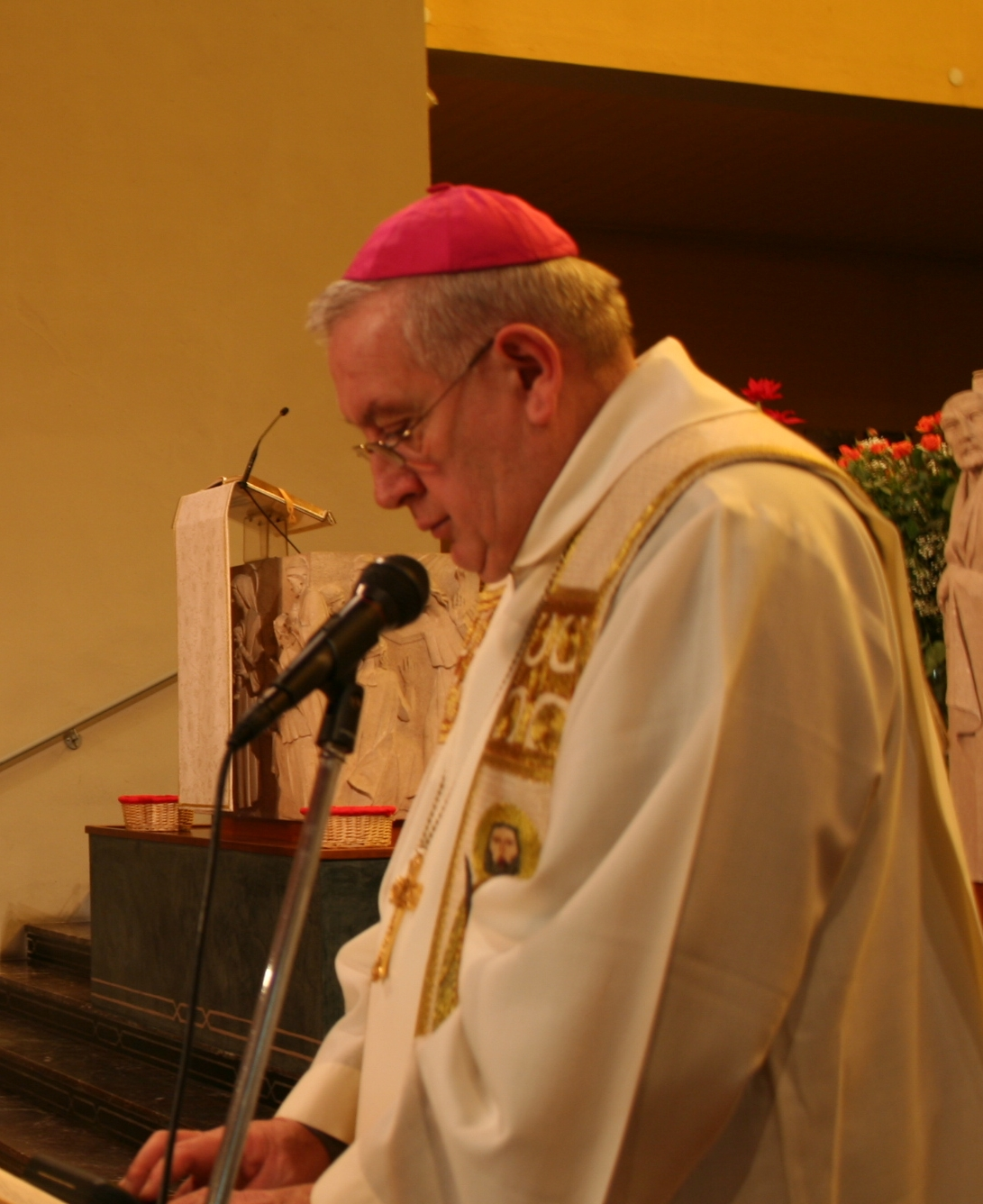
Franco Brambilla als Weihbischof (2010)

Missaglia ist eine Gemeinde in der Provinz Lecco in der italienischen Region Lombardei mit 8903 Einwohnern (Stand 31. Dezember 2023).

## Geographie
Die Gemeinde liegt im Zentrum des Stadtteils Meratese und gehört zum Regionalpark des Montevecchia- und Curone-Tals, und auf dem Gemeindegebiet; in der Ortschaft Valle Santa Croce, befindet sich die Quelle des Baches Molgoretta. Im Jahr 1971 hatte die Gemeinde Missaglia eine Fläche von 1.146 Hektar.
Die Nachbargemeinden von Missaglia sind Casatenovo, Lomagna, Montevecchia, Monticello Brianza, Osnago, Perego, Sirtori und Viganò.

## Geschichte
Im Jahr 1162 wurde in Cremella de omni districtu et onore tocius terre quam habet Sanctus Johannes de Modecia (Dom von Monza) investiert, mit der Befugnis zu distringere, d. h. zur Durchsetzung von Regeln und Urteilen und auch zur Rechtsprechung, allerdings innerhalb von Grenzen, die nicht in die landesherrliche Gerichtsbarkeit eingriffen, und zur Erhebung von honores (Abgaben): Missaglia wurde ebenfalls unter den Orten aufgeführt. Commune, consules, offitiales von Masalia (Missaglia) werden 1282 erwähnt, dem Jahr, in dem auch eine lokale Podestà bezeugt ist (Akten der Commune von Mailand 1277–1300). Die Statuten der Straßen und Gewässer des Herzogtums Mailand umfassten in der Gemeinde Missaglia sowohl el locho da Massaya per li vicini als auch li nobili da Massaya. Im Jahr 1411, mit der Bestätigung der bereits von Bernabò Visconti gewährten Immunitäten und Befreiungen für die Ghibellinen Montis Brianzie partium nostrarum Martexane superioris, und in der am 10. Juli 1412 dem Herzog von Mailand Filippo Maria Visconti geschworenen Urkunde, wurden omnia communia Montisbriantie contrate Martesane genannt, darunter auch Missaglia. Im Grundbuch des Herzogtums Mailand von 1558 und den nachfolgenden Aktualisierungen bis zum 17. Jahrhundert wird Missaglia unter den Gemeinden der gleichnamigen Pieve aufgeführt. In einem Prospekt aus dem Jahr 1572 (Terre Ducato di Milano, 1572), in dem alle Ländereien des Herzogtums Mailand und andere, die für den Verkauf freigegeben waren, aufgeführt waren, war auch Massaglia (Missaglia) enthalten.
In Missaglia wurde 1580 für die Wahl des Konsuls ein Rat von sechzehn Männern eingesetzt, der die gesamte Gemeinde vertrat. Aus den Antworten, die 1751 auf die 45 Anfragen der königlichen Volkszählungsbehörde gegeben wurden, geht hervor, dass die Gemeinde Missaglia, Zentrum der gleichnamigen Pieve, damals zusammen mit Brianza, Nava, Cassina Fumagalli, Piecastello, Sarizza, Sarizzetta, Bestetto, Cagliano, Tegnone, Giovenzana, Campsirago, Veglio (Casanova 1904) an Paolo Sormani, wohnhaft in Venedig, belehnt war; Weder der königliche noch der feudale iusdicente residierten dort; der feudale iusdicente war Matteo Bonacina, wohnhaft in Bulciago, an den er jährlich 12 Lire zahlte; die Rechtsprechung wurde gewöhnlich vom Vikar von Martesana ausgeübt, bei dessen Strafbank der Konsul seinen jährlichen Eid ablegte und dem Aktuar 18 Lire zahlte. 3; an das Amt des Feudalherrn zahlte der Konsul jedes Jahr 9,3 Euro.
Nach dem vorübergehenden Zusammenschluss der lombardischen Provinzen mit dem Königreich Sardinien wurde die Gemeinde Missaglia mit 1.246 Einwohnern, die von einem 15-köpfigen Gemeinderat und einem 2-köpfigen Stadtrat verwaltet wird, auf der Grundlage der durch das Gesetz vom 23. Oktober 1859 festgelegten territorialen Aufteilung in den Bezirk IV von Missaglia, Bezirk III von Lecco, Provinz Como, eingegliedert. Bei der Gründung des Königreichs Italien im Jahr 1861 hatte die Gemeinde 1.285 Einwohner (Volkszählung 1861). Nach dem Gemeindegesetz von 1865 wurde die Gemeinde von einem Bürgermeister, einer Junta und einem Rat verwaltet. Im Jahr 1867 wurde die Gemeinde in denselben Bezirk, Kreis und dieselbe Provinz eingegliedert (Verwaltungsbezirk 1867). Im Jahr 1882 wurden die von der Gemeinde Monticello abgetrennten Ortsteile Missagliola, Molinate und Rangione zur Gemeinde Missaglia zusammengefasst. Im Jahr 1924 wurde die Gemeinde in den Bezirk Lecco der Provinz Como eingegliedert. Nach der Gemeindereform im Jahr 1926 wurde die Gemeinde von einem Podestà verwaltet. Im Jahr 1928 wurden die aufgelösten Gemeinden Contra und Lomaniga zur Gemeinde Missaglia zusammengelegt. Nach der Gemeindereform von 1946 wurde die Gemeinde Missaglia von einem Bürgermeister, einer Junta und einem Gemeinderat verwaltet.

## Bevölkerung
- 723 Einwohner im Jahr 1751
- 741 im Jahr 1803
- 1 734 im Jahr 1809 nach der Fusion mit Contra, Lomaniga, Maresso und Casirago
- 992 im Jahr 1853
- 1 246 im Jahr 1859
- 5 107 im Jahr 1931 nach der Fusion mit Contra e Lomaniga nel 1928.

| Bevölkerungsentwicklung | Bevölkerungsentwicklung | Bevölkerungsentwicklung | Bevölkerungsentwicklung | Bevölkerungsentwicklung | Bevölkerungsentwicklung | Bevölkerungsentwicklung | Bevölkerungsentwicklung | Bevölkerungsentwicklung | Bevölkerungsentwicklung | Bevölkerungsentwicklung | Bevölkerungsentwicklung | Bevölkerungsentwicklung | Bevölkerungsentwicklung | Bevölkerungsentwicklung | Bevölkerungsentwicklung | Bevölkerungsentwicklung |
| ----------------------- | ----------------------- | ----------------------- | ----------------------- | ----------------------- | ----------------------- | ----------------------- | ----------------------- | ----------------------- | ----------------------- | ----------------------- | ----------------------- | ----------------------- | ----------------------- | ----------------------- | ----------------------- | ----------------------- |
| Jahr                    | 1861                    | 1871                    | 1881                    | 1901                    | 1911                    | 1921                    | 1931                    | 1951                    | 1961                    | 1971                    | 1981                    | 1991                    | 2001                    | 2011                    | 2022                    |                         |
| Einwohner               | 3414                    | 3588                    | 3814                    | 4765                    | 5142                    | 5108                    | 5107                    | 5497                    | 5968                    | 6091                    | 6574                    | 6733                    | 7194                    | 8579                    | 8750                    |                         |
| Quelle: ISTAT           |                         |                         |                         |                         |                         |                         |                         |                         |                         |                         |                         |                         |                         |                         |                         |                         |

## Kultur und Sehenswürdigkeiten
- Pfarrkirche Santi Faustino e Giovita
- Die ehemalige Propstei und heutige Pfarrkirche zum heiligen San Vittore (Basilica minor).
- Palast Sormani Andreani mit Oratorium Santa Maria.
- Gemeindehaus
- Villa Melzi D’Eril
- Villa Caglio Cioja
- Grab im Friedhof von Ernesto Teodoro Moneta Friedensnobelpreis

## Persönlichkeiten
- Francesco Cherubini (Literat) (1789–1851), Literat und Sprachwissenschaftler
- Ernesto Teodoro Moneta, (1833–1918), Journalist, Patriot. Friedensnobelpreis (1907)
- Alfredo Magni (* 1940 in Missaglia), Fußballtrainer
- Franco Giulio Brambilla (* 1949 in Missaglia), römisch-katholischer Bischof von Novara
- Simona Brambilla (* 1965), Ordensfrau, Präfektin des Dikasteriums für die Institute geweihten Lebens und für die Gesellschaften apostolischen Lebens (aufgewachsen in Missaglia)
- Pierluigi Casiraghi (* 1969 in Monza), Fußballtrainer.